# ماکویلر
ماکویلر (به فرانسوی: Mackwiller) یک کمون در فرانسه با جمعیت ۶۲۸ نفر است که در Canton of Drulingen واقع شده‌است.